# Медико Инфериоре (Торино)
Медико Инфериоре је насеље у Италији у округу Торино, региону Пијемонт.
Према процени из 2011. у насељу је живело 28 становника. Насеље се налази на надморској висини од 284 м.